# M.I.L.K
M.I.L.K. (hangul: 밀크 Milkeu) – południowokoreański girlsband składający się z 4 dziewczyn: Seo Hyun-jin, Kim Bo-mi, Bae Yu-mi i Park Hee-bon. M.I.L.K. jest skrótem od słów: „Made in Lovely Kin”. Zespół zakończył działalność po odejściu Bae Yu-mi w 2003 r. Obecnie członkinie byłego zespołu zajmują się aktorstwem, śpiewem i modelingiem.

## Historia
Po dwóch latach przygotowań girls band M.I.L.K. zadebiutował 17 grudnia 2001 roku albumem With Freshness. Fanklub grupy, który powstał w tamtym czasie nosił nazwę Milky Way. Następnie M.I.L.K. miały wydać drugi album z tytułową piosenką „Into the New World” jednak grupa została nagle rozwiązana w połowie 2003 roku po odejściu z niej Yumi, która w 2002 roku powiedziała, że grupa jej nie odpowiada więc odeszła, nie informując o tym wcześniej członkiń, a piosenka trafiła na debiutancki singel grupy Girls’ Generation.

## Członkinie
| Pseudonim   | Pseudonim | Prawdziwe imię | Prawdziwe imię | Data urodzenia  | Pozycja w zespole                        |
| Latynizacja | Hangul    | Latynizacja    | Hangul         | Data urodzenia  | Pozycja w zespole                        |
| ----------- | --------- | -------------- | -------------- | --------------- | ---------------------------------------- |
| Heebon      | 희본      | Park Jae-young | 박재영         | 11 maja 1983    | lider, wokalista wspierający, rap        |
| Bomi        | 보미      | Kim Bo-mi      | 김보미         | 12 lipca 1984   | wokalista wspierający, visual            |
| Hyunjin     | 현진      | Seo Hyun-jin   | 서현진         | 27 lutego 1985  | główny wokalista, główny tancerz, Maknae |
| Yumi        | 유미      | Bae Yu-mi      | 배유미         | 10 grudnia 1984 | wokalista wspierający, rap               |

## Dyskografia

### Albumy studyjne
| Rok  | Informacje | Lista utworów |
| ---- | --- | --- |
| 2001 | Tytuł: With Freshness Wydany: 17 grudnia 2001 Wytwórnia: BM Entertainment, SM Entertainment Format: CD, Kaseta magnetofonowa | 1. Crystal 2. Come To Me 3. Sad Letter 4. 무조건적인 사랑 (Blind Love) 5. All My Love For You 6. I Want You 7. Secret 8. Reason 9. Wish 10. She Never... 11. Stay with Me 12. Good Time 13. Crystal (Instrumental Version) |

### Single
| Tytuł      | Rok  | Album          |
| ---------- | ---- | -------------- |
| Come to Me | 2001 | With Freshness |
| Crystal    | 2002 | With Freshness |
| Sad Letter | 2002 | With Freshness |

### Współpraca
- 2001 '01 Winter Vacation in SM Town - Angel Eyes
- 2002 '02 Summer Vacation in SM Town - Summer Vacation
- 2002 '02 Winter Vacation in SM Town - My Angel, My Light
- 2003 '03 Summer Vacation in SM Town - Hello! Summer!
- 2004 '04 Summer Vacation in SM Town - Hot Mail
- 2006 '06 Summer Vacation in SM Town - Red Sun
- 2006 '06 Winter Vacation in SM Town - Snow Dream
- 2007 '07 Winter SMTown – Only Love
- 2012 SM Best Album 3

## Nagrody i nominacje
| Rok  | Ceremonia               | Kategoria            | Nominowany | Rezultat  | Przy. |
| ---- | ----------------------- | -------------------- | ---------- | --------- | ----- |
| 2002 | Mnet Asian Music Awards | Najlepsza nowa grupa | Come To Me | Nominacja | [ 8 ] |